# 广利乡
广利乡，是中华人民共和国四川省绵阳市三台县曾经下辖的一个乡。2019年12月，撤销广利乡，将其所属行政区域划归紫河镇管辖。

## 行政区划
广利乡撤销前下辖以下地区：
社区、仙家井村、龙归寺村、龙角湾村、肖家沟村、冷家沟村、进居寺村、回龙咀村、黄林湾村和三元寨村。